# N463 (België)
De N463 is een gewestweg in België tussen Langerbrugge (N458) en Doornzele (N474) waar de weg tevens aansluit op het veer naar Terdonk.
De weg heeft een lengte van ongeveer 4 kilometer. De gehele weg bestaat uit twee rijstroken voor beide rijrichtingen samen.

## N463a
De N463a is een verbindingsweg tussen de R4 en het veer naar Doornzele bij de plaats Terdonk. De route heeft een lengte van ongeveer 2,1 kilometer.